# William Becknell
William Becknell (Condado de Amherst, Virginia, Estados Unidos de América; 1787 o 1788-1856) fue un comerciante y el primer hombre blanco en abrir al comercio lo que después se llegó a conocer como el Camino de Santa Fe. Becknell dejó Arrow Rock, Misuri el 1 de septiembre de 1821 en su primer viaje al oeste de los Estados Unidos con una carga de mercancía que entregar en Santa Fe, Nuevo México. El siguiente año Becknell dejó Arrow Rock co una partida de comerciantes en un viaje que abrió el Camino de Santa Fe al tráfico regular de mercancías y al movimiento militar. Esta ruta se convirtió en la primera y única ruta internacional entre Estados Unidos y México, hasta que el ferrocarril a Santa Fé, Nuevo México fue construido en 1880. Becknell llegó a ser conocido como el Padre del Camino de Santa Fe.
Becknell se convirtió en un político con el pasar de los años. Su primer cargo público fue el de Juez de Paz en el condado de Saline, Misuri y después sería electo para la Cámara de Representantes de Misuri en 1828. Becknell, quien había estado en la Guerra de 1812, se mudó posteriormente a Texas y organizó un grupo de voluntarios llamado los Red River Blues en 1836. Participó sin suerte como candidato para las elecciones de la Cámara de Representantes de Texas en 1845 y las elecciones del Congreso en 1846. Becknell murió el 25 de abril de 1856.
Durante la Segunda Guerra Mundial, un navío fue bautizado como William Becknell, pero pronto renombrado como el Sabik, AK-121.